# Jay Rattman
Jay Rattman (* 6. Oktober 1987) ist ein US-amerikanischer Musiker (Alt-, Bariton- und Sopransaxophon, Klarinette, Flöte, auch Komposition) des Modern Jazz.

## Leben und Wirken
Rattman, der in Stroudsburg (Pennsylvania) aufwuchs und seit Mitte der 2000er-Jahre in der New Yorker Musikszene arbeitet, erwarb sowohl Bachelor als auch Master-Abschluss an der Manhattan School of Music, verbunden mit der Auszeichnung des William H. Borden Award für herausragende Leistungen im Jazz. Außerdem erhielt er den ASCAP Young Jazz Composer Award. Erste Aufnahmen entstanden 2009 mit dem Manhattan School of Music Jazz Orchestra und Dave Liebman als Gastsolist. Im Laufe seiner bisherigen Karriere spielte er in verschiedenen musikalischen Bereichen, wie Traditional Jazz (etwa mit Jon-Erik Kellso), Klezmer, in Bigbands wie auch in Ensembles der freien Improvisation, Modern Creative und klassischer Kammermusik. U. a. arbeitete er mit Bob Dorough, Leslie Feist, Nellie McKay, Stefon Harris (Urbanus, 2009) und der José Limón Dance Company. Er war Mitglied der Klezmerband Zlek und gehörte 2013 zu Phil Woods’ Festival Orchestra; zudem bildete er (mit den Altsaxophonisten Grace Kelly und Greg Abate) das Ensemble Three Altos (To Phil with Love). Des Weiteren leitet er ein Jazzquartett. Rattman spielt auch im Manhattan Saxophone Quartet. Im Bereich des Jazz war er laut Tom Lord zwischen 2009 und 2019 an 15 Aufnahmesessions beteiligt, u. a. mit Max Seigel, Nicky Schrire, Nicholas H. Fernandez, Jon De Lucia, Elijah Shiffer, Anna webber (Both Are True) und dem Glenn Crytzer Orchestra. Mit dem Pianisten Bobby Avey legte Jay Rattman 2004 im Eigenverlag das gemeinsame Album In Duo vor.
Rattman ist mit der Organistin Janet Sora-Chung verheiratet, mit der er auch Konzerte gibt.